# Kinross (Zuid-Afrika)
Kinross is een plaats met 15.246 inwoners, in de gemeente Govan Mbeki in het district Gert Sibande in de Zuid-Afrikaanse provincie Mpumalanga. Het ligt op de waterscheiding tussen de Indische en de Atlantische Oceaan, 42 kilometer ten westen van Bethal.
De plaats is gesticht in 1915 en vernoemd naar de plaats Kinross in Schotland. 
Het is een mijnstadje met vier goudmijnen in de omgeving.
De nationale weg N17 passeert door Kinross.

## Bron
- (af)  Op Pad in Suid-Afrika, B.P.J. Erasmus. 1995. ISBN 1-86842-026-4